# Lorp-Sentaraille

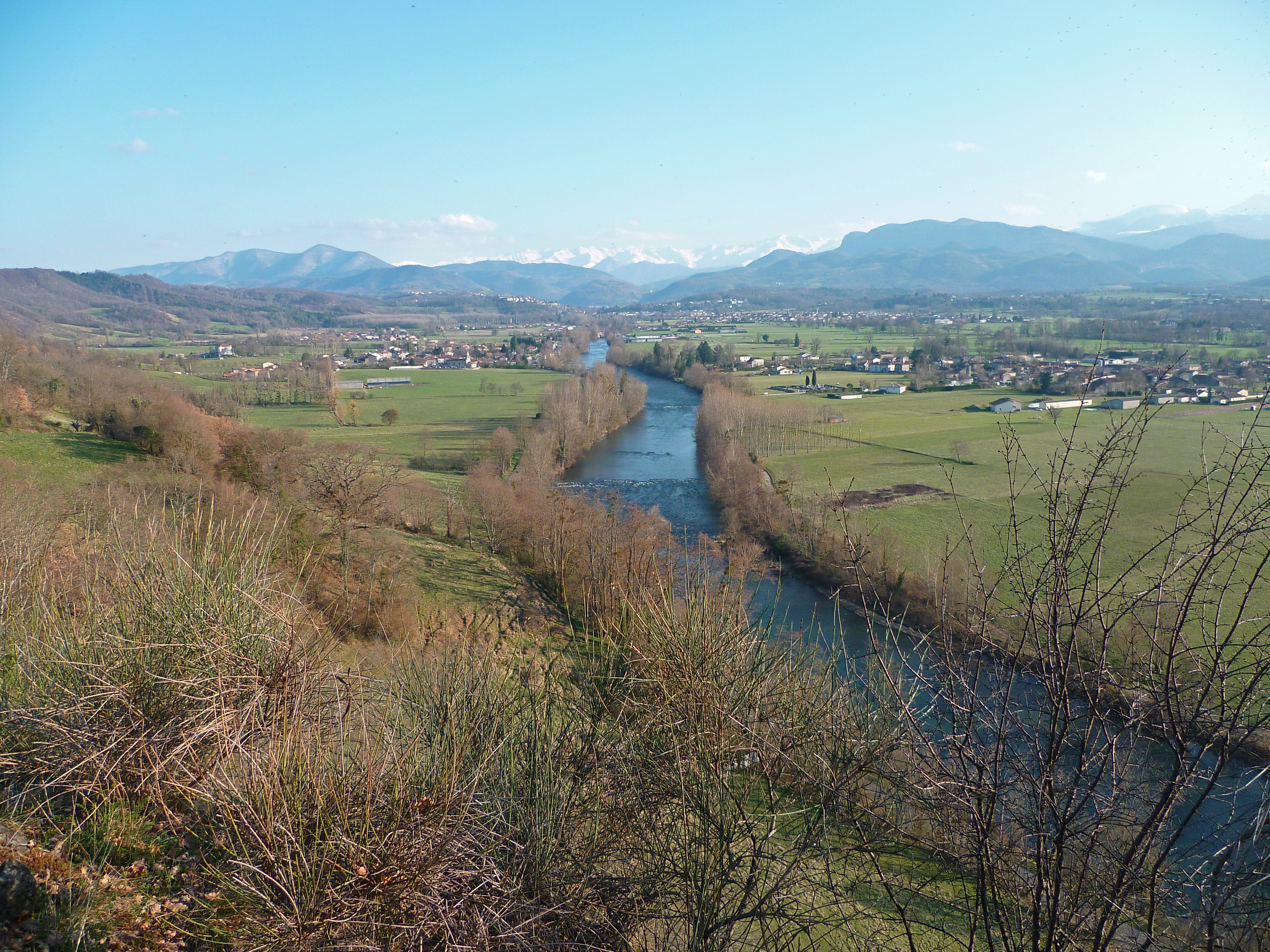
Sentaraille, rechts (2011)

Lorp-Sentaraille (gascognisch: Lòrp e Senta Aralha) eine französische Gemeinde mit 1.392 Einwohnern (Stand: 1. Januar 2022) im Département Ariège in der Region Okzitanien (vor 2016: Midi-Pyrénées). Die Gemeinde gehört zum Arrondissement Saint-Girons und zum Kanton Portes du Couserans. Die Einwohner werden Lorparaillais genannt.

## Geographie
Lorp-Sentaraille liegt etwa 40 Kilometer westnordwestlich von Foix am Fluss Salat, der die Gemeinde im Osten begrenzt. Umgeben wird Lorp-Sentaraille von den Nachbargemeinden Taurignan-Vieux im Norden, Gajan im Osten und Nordosten, Saint-Lizier im Süden und Osten sowie Caumont im Westen.
Im Gemeindegebiet liegt der Großteil des Flugplatzes Saint-Girons-Antichan.

## Bevölkerungsentwicklung
| Jahr                       | 1962 | 1968 | 1975 | 1982 | 1990 | 1999 | 2006 | 2019 |
| Einwohner                  | 651  | 697  | 852  | 944  | 1092 | 1138 | 1242 | 1491 |
| Quellen: Cassini und INSEE |      |      |      |      |      |      |      |      |

## Sehenswürdigkeiten
- Kirche Saint-Lizier von Lorp
- Kirche Saint-Michel von Sentaraille
- Schloss Bagen

## Persönlichkeiten
- Aristide Bergès (1833–1904), Ingenieur und Unternehmer